# Tania Malheiros
Tania Malheiros es una cantante y periodista científica brasileña .

## Biografía
Autora de varios libros sobre la cuestión nuclear en Brasil. Historias secretas del Brasil nuclear y Brasil, la bomba oculta,  con prefacio de Janio de Freitas y reseña de Neri Victor Eich. Este segundo libro también fue publicado en Alemania  por el Instituto de Análisis Estratégico (Institut für Strategieanalysen).  En septiembre de 2018 lanzó "¡Bomba atómica! ¿Para qué? Brasil y la energía nuclear", editorial Lacre, una edición actualizada de sus trabajos anteriores. En 2023 publicó su cuarto libro "Radiation Guinea Pigs - la historia no contada de la marcha nuclear brasileña y a quién dejó atrás" que relata la historia de la primera unidad nuclear brasileña. Los periodistas Cristina Serra y André Trigueiro firmaron los prefacios.

## Periodismo
Trabajó para los periódicos O Globo, Folha de S. Paulo, O Estado de S. Paulo, y fue colaborador del Jornal do Brasil . Por el reportaje Aramar tuvo accidentes radioactivos (Jornal do Brasil, edición del 28 de diciembre de 1996)  ganó el Premio Esso de Periodismo en 1997, en la categoría Información Científica, Tecnológica y Ecológica.   Ha realizado reportajes en el área nuclear, entre ellos la desaparición de uranio enriquecido, robo de cables eléctricos en la Central Nuclear de Angra, contaminación de uranio en instalaciones del INB, en Caldas (MG), entre otras.

## Música
Comenzó a cantar en su infancia, influenciada por su padre, Mucio de Sá Malheiros, cavaquinista., hasta que inició su carrera de  periodista. En 2000, comenzó a cantar de nuevo, siendo alabada por Xangô da Mangueira, Wilson Moreira, Nelson Sargento, Noca da Portela, Vó Maria, grandes sambistas. En 2010 edita su primer CD "Deixa eu me benzer", con la mayor parte de los arreglos y dirección musical de Gilson Peranzzetta. En 2016 lanzó "La chica del espejo". Produjo espectáculos temáticos en el Centro Cultural Justiça Federal (CCJF), en el centro de Río, como: 60 años sin Geraldo Pereira, o Sambista Maior (2015); O Centenário do Samba (2016) y Trio Samba Bossa Breque (2017). En 2019 presentó un espectáculo en honor de Billy Blanco y Dolores Durán. En 2023, en el CCJF, produce y canta en el Homenaje a Xangô da Mangueira - 100 años.
Tania también produjo y realizó dos espectáculos en el municipio de Santa María Madalena, durante el Festival Literario de la ciudad, en 2016 y 2017.